# 서울디지텍고등학교
서울디지텍고등학교(서울디지텍高等學校)는 대한민국 서울특별시 용산구 이태원동에 있는 사립 고등학교이다.

## 학교 연혁
- 1975년 2월 3일 : 서울특별시 교육감으로부터 유성실업학교 인가
- 1975년 2월 3일 : 상과(주야) 4학급, 전자과(주야) 4학급, 총 24학급
- 1975년 2월 3일 : 설립자 겸 초대 교장에 이채선 취임
- 1982년 12월 30일 : 학교법인 청지학원 설립 인가
- 1982년 12월 30일 : 설립자 겸 초대 이사장 곽태영 취임
- 1995년 10월 4일 : 유성전자공업학교를 청지공업고등학교 교명 변경
- 2002년 10월 4일 : 청지공업고등학교를 서울디지텍고등학교 교명 변경
- 2017년 7월 28일 : 게임콘텐츠과 2학급, VR콘텐츠과 1학급, IoT과 2학급 학과개편
- 2020년 4월 16일 : 2020학년도 입학생 82명 입학식

## 설치 학과
- 공간정보학과
- 빅데이터과
- 게임콘텐츠과
- VR콘텐츠과
- IOT(사물인터넷)과
- 게임개발계열
- 인공지능소프트웨어과
- 인공지능융합계열

## 참고 자료
- 서울디지텍고등학교 - 한국교육학술정보원 학교알리미